# Jean-Marc Roirant
Jean-Marc Roirant  est une personnalité française du monde associatif, né en 1952.

## Biographie
De 1993 à 2016, il est Secrétaire général de la Confédération de la Ligue de l'enseignement, première coordination associative française. Il a été élu en 1993, après avoir dirigé la Fédération départementale de Charente-Maritime de 1983 à 1993. Il a été réélu lors de la dernière Assemblée générale du mouvement le 1er juillet 2007. En 2016, il quitte le Secrétariat général de la Ligue de l'enseignement : Nadia Bellaoui est élue Secrétaire générale du mouvement. 
Il est également président de la fédération de Paris de la Ligue depuis 1998, fédération qui gère plusieurs équipements socio-culturels dans la capitale.
Par ailleurs, il préside la plateforme européenne "Education et formation tout au long de la vie" (EUCIS-LLL) au Parlement européen. 
En outre, il siège au Conseil économique, social et environnemental, depuis 2004 au sein du groupe des associations. Il a, à ce titre, été co-rapporteur en 2012-2013 d'un avis intitulé "Entreprendre autrement : l’économie sociale et solidaire", en amont du projet de loi sur l'ESS porté par Benoît Hamon, puis Valérie Fourneyron.